# Much Hadham
Much Hadham är en civil parish i East Hertfordshire i Hertfordshire i England. Orten har 1 994 invånare (2001). Byn nämndes i Domedagsboken (Domesday Book) år 1086, och kallades då Hadam.